# Love Songs (album, Santana)
Love Songs je kompilacijski album skupine Santana, ki je izšel leta 2004.

## Seznam skladb
| Št. | Naslov                                            | Pisec                                         | Z albuma                 | Dolžina |
| --- | ------------------------------------------------- | --------------------------------------------- | ------------------------ | ------- |
| 1.  | „Samba Pa Ti‟ (instrumental)                      | Carlos Santana                                | Abraxas, 1970            | 4:35    |
| 2.  | „Europa (Earth's Cry Heaven's Smile)‟             | Coster, Santana                               | Amigos, 1976             | 5:03    |
| 3.  | „Give Me Love‟                                    | Pablo Téllez                                  | Festival, 1977           | 4:25    |
| 4.  | „I'll Be Waiting‟                                 | Santana                                       | Moonflower, 1977         | 3:12    |
| 5.  | „Flor d'Luna (Moonflower)‟                        | Tom Coster                                    | Moonflower               | 4:53    |
| 6.  | „Stormy‟                                          | Buddy Buie, James Cobb                        | Inner Secrets, 1978      | 4:46    |
| 7.  | „Life Is a Lady/Holiday‟ (Dennis Lambert/Santana) |                                               | Inner Secrets            | 3:48    |
| 8.  | „Aqua Marine‟                                     | Alan Pasqua, Santana                          | Marathon, 1979           | 3:56    |
| 9.  | „The Sensitive Kind‟ (J.J. Cale)                  |                                               | Zebop!, 1981             | 3:31    |
| 10. | „I Love You Much Too Much‟                        | Alexander Olshanetsky, Don Raye, Chaim Towber | Zebop!                   | 4:44    |
| 11. | „One With You‟                                    | Booker T. Jones                               | Havana Moon, 1983        | 5:17    |
| 12. | „Daughter of the Night‟                           | Hasse Huss, Mikael Rickfors                   | Havana Moon              | 4:18    |
| 13. | „Written in Sand‟                                 | Mitchell Froom, Jerry Stahl                   | Beyond Appearances, 1985 | 3:44    |
| 14. | „Before We Go‟                                    | Jim Capaldi, Santana                          | Freedom, 1987            | 3:44    |
| 15. | „Love Is You‟                                     | Santana, Chester D. Thompson                  | Freedom                  | 3:54    |